# Layahima yangi
Layahima yangi är en insektsart som beskrevs av Wan och Wang in Wan et al. 2006. Layahima yangi ingår i släktet Layahima och familjen myrlejonsländor. Inga underarter finns listade i Catalogue of Life.